# Гримонд, Джо
Джозеф Гримонд (англ. Joseph Grimond; 29 июля 1913, Сент-Андрус — 24 октября 1993, Глазго) — британский политический деятель, лидер Либеральной партии.

## Биография
Джо Гримонд родился в шотландском городе Сент-Андрус в обеспеченной семье, занимавшейся торговлей джутом. Он учился в Итонском колледже и Баллиол-колледже. Во время парламентских выборов 1935 года Гримонд работал в команде Артура Ирвина, молодого кандидата от Либеральной партии. В 1937 году он был принят в коллегию адвокатов, в 1938 году женился на Лоре Бонэм-Картер, дочери сэра Мориса Бонэм-Картера, одного из лидеров Либеральной партии.
Во время Второй мировой войны Гримонд служил в Шотландии, в 1945 году оставил воинскую службу и боролся за место в парламенте от Оркнейских и Шетландских островов, но проиграл. После этого Гримонд работал в Администрации ООН по оказанию помощи и реабилитации, был секретарём Национального фонда Шотландии, а в 1950 году прошёл в парламент от Либеральной партии и через год повторно выиграл выборы.
В 1956 году Гримонд сменил Клемента Дэвиса в качестве лидера Либеральной партии, которая на выборах 1955 года получила лишь 2,7 % голосов. Одной из основ политической программы Гримонда было активное взаимодействие со странами Европы, а также расширение функций НАТО в экономическую сферу. Во время лидерства Гримонда в партии наметился крен к традиционно левым ценностям, что позволило ей получить дополнительные голоса на выборах 1959 (5,9 % голосов) и 1964 годов (11,21 % голосов). В 1964 году Гримонд заявил, что Либеральная партия готова создать с лейбористами коалицию на взаимовыгодных условиях. Это заявление напугало часть либералов, считавших, что Лейбористская партия движется в направлении социализма. В 1967 году Гримонд передал управление Либеральной партией более молодому Джереми Торпу, но в 1976 году временно вернулся на эту должность после скандального ухода Торпа, уличённого в гомосексуальном скандале.
Гримонд был членом парламента от Оркнейских и Шетландских островов до 1983 года, после выхода на пенсию он получил пожизненное пэрство.